# Cerkiew z Grąziowej
Cerkiew Narodzenia NMP z Grąziowej – drewniana cerkiew greckokatolicka, zbudowana w Grąziowej, przeniesiona w 1972 do Muzeum Budownictwa Ludowego w Sanoku, umieszczona w sektorze bojkowskim.
Cerkiew z Grąziowej zbudowana została w 1731. Jest trójdzielna – składa się z trzech pomieszczeń – prezbiterium, nawy i babińca. Przed frontem i z boku biegną podcienia. Jest to typowa cerkiew bojkowska. 
W jej wnętrzu znajduje się m.in. ikonostas pochodzący z XIX wieku oraz polichromie, wykonane w 1735 przez Stefana Paszeckiego techniką temperową na pobiele wapiennej. 
U dołu ikonostasu (pochodzącego z cerkwi w Poździaczu) znajdują się królewskie i diakońskie wrota, oraz ikony. Najniżej znajdują się ikony namiestne – św. Paraskewa, Madonnna z Dzieciątkiem, Chrystus Nauczający, św. Mikołaj. Nad nimi umieszczone zostały ikony świąteczne przedstawiające ważne wydarzenia z życia Jezusa np. ofiarowanie w świątyni, Boże Narodzenie, chrzest w Jordanie. Pośrodku nich w owalu przedstawiono Ostatnią Wieczerzę. Najwyżej znajduje się tzw. ikona deesis z postacią Chrystusa Pantokratora. Obok cerkwi stoi drewniana dzwonnica z 1712, pochodząca z Sierakościec koło Przemyśla.
W 2014 roku obiekt został wykorzystany przy produkcji filmu Wołyń.